# Tournoi qualificatif de l'OFC des moins de 17 ans 1995
Navigation
Nouvelle-Zélande 1993 Nouvelle-Zélande 1997
Le tournoi qualificatif de l'OFC de football des moins de 17 ans 1995 est la sixième édition du tournoi qualificatif de l'OFC des moins de 17 ans qui a eu lieu au Vanuatu du 18 au 26 mai 1995. L'équipe d'Australie, championne d'Océanie depuis 1983 remet son titre en jeu. Le vainqueur du tournoi se qualifie directement pour la Coupe du monde des moins de 17 ans, qui aura lieu en Équateur, durant l'été 1995.

## Équipes participantes
- Vanuatu - Organisateur
- Australie - Tenante du titre
- Îles Salomon
- Fidji
- Nouvelle-Zélande

## Résultats
Les 5 équipes participantes sont réparties en 2 poules. Au sein de la poule, chaque équipe rencontre ses adversaires une fois. À l'issue des rencontres, les 4 meilleures équipes, toutes poules confondues se qualifient pour la phase finale de la compétition, disputée en demi-finales et finale. 

### Groupe 1
|   | Équipe    | Pts | J | G | N | P | BP | BC | Diff |
| - | --------- | --- | - | - | - | - | -- | -- | ---- |
| 1 | Australie | 3   | 1 | 1 | 0 | 0 | 4  | 0  | +4   |
| 2 | Fidji     | 0   | 1 | 0 | 0 | 1 | 0  | 4  | -4   |

| 22 mai 1995 | Australie | 4 | 0 | Fidji |

### Groupe 2
|   | Équipe           | Pts | J | G | N | P | BP | BC | Diff |
| - | ---------------- | --- | - | - | - | - | -- | -- | ---- |
| 1 | Nouvelle-Zélande | 4   | 2 | 2 | 0 | 0 | 4  | 1  | +3   |
| 2 | Vanuatu          | 3   | 2 | 1 | 0 | 1 | 2  | 4  | -2   |
| 3 | Îles Salomon     | 1   | 2 | 0 | 1 | 1 | 2  | 3  | -1   |

| 18 mai 1995 | Nouvelle-Zélande | 1 | 1 | Îles Salomon |
| 20 mai 1995 | Nouvelle-Zélande | 3 | 0 | Vanuatu      |
| 22 mai 1995 | Vanuatu          | 2 | 1 | Îles Salomon |

### Demi-finales
| 24 mai 1995 | Nouvelle-Zélande | 2 - 1 | Îles Salomon |  |  |
|             |                  |       |              |  |  |

| 24 mai 1995 | Australie | 6 - 0 | Vanuatu |  |  |
|             |           |       |         |  |  |

### Match pour la3eplace
| 26 mai 1995 | Vanuatu | 3 - 0 | Îles Salomon |  |  |
|             |         |       |              |  |  |

### Finale
| 26 mai 1995 | Australie | 1 - 0 | Nouvelle-Zélande |  |  |
|             |           |       |                  |  |  |

- L'Australie se qualifie pour la Coupe du monde des moins de 17 ans 1995.

## Sources et liens externes
- (en) Feuilles de matchs et infos sur RSSSF